# 科尔顿点州立公园
科尔顿点州立公园（英語：Colton Point State Park）是位于美国宾夕法尼亚州泰奥加县的一个宾夕法尼亚州州立公园，总面积达368英亩（约1.49平方千米）。它地处宾夕法尼亚大峡谷的西部，该峡谷深约240米，延伸约1200米。科尔顿州州立公园从峡谷底部的小溪向西建设，因宾夕法尼亚大峡谷的景色而出名，野餐、徒步旅行、钓鱼、打猎、划船和露营是该公园的常见娱乐项目。公园被泰奥加州立森林和它的姐妹公园——伦纳德哈里森州立公园环绕。公园向北5英里（8公里）是6号美国国道。
在泥盆纪和石炭纪时期，一条溪流流经此地，造就了宾夕法尼亚大峡谷的五个主要岩层。美国原住民曾沿着该条溪流建设道路。1883年，当地政府开始在该道路上修建铁路，到了1996年，62英里（约100千米）长的铁路已经成功穿越峡谷。1968年，宾夕法尼亚大峡谷被称为美国国家自然地标之一，并作为宾夕法尼亚州自然保护区和鸟类保护区受到保护。在这里生长着多种濒危动植物，公园同时接受来自其他地区的濒临灭绝的生物种类。
科尔顿点州立公园为纪念从1879年开始便在这里做伐木工的威廉斯波特人亨利·科尔顿而建。宾夕法尼亚大峡谷在19世纪末20世纪初已经被砍伐一空，但经过20世纪30年代美国平民保育团的保护工作，现如今该地又已经重新被森林覆盖，并且该组织建设的大多数设施至今仍在使用，这也是该公园被收入美国国家史迹名录的重要原因之一。自1936年公园开放开始，公园和峡谷便成为了热门的旅游胜地，每年吸引成百上千的游客前来参观。科尔顿点州立公园也被宾夕法尼亚自然资源保护部选为“25个必看的宾夕法尼亚公园之一”，其宽阔的视野和壮观的峡谷景色受到了宾州自然资源保护部的高度肯定。

## 历史

### 美洲原住民
自公元前一万年以来，便有居民在现在宾西法尼亚州居住，从遗留下的石器判断，第一批在此定居的人类是古印度的游牧猎人；公元前7000年至公元前1000年，这里居住着古风时期的狩猎者，这一时期狩猎者的石器更多更复杂；进入伍德兰期，亦即公元前1000年至公元1500年，考古学家在此发现的当时一系列的陶器、坟堆、管道、弓箭和饰物，说明此地在这段时期内逐渐演化为半永久性的村庄和园林。
科尔顿点州立公园位于萨斯奎汉纳河西部分支流域的盆地中，最早有记载的居民是说康耐斯托加语的易洛魁人，一个庞大的母系社会，这些人们居住在很长的房屋中，偶尔也会居住在峡谷周围的山脉中。后来由于易洛魁五个种族之间的战争以及疾病的影响，他们的数量大大减少，至1675年当地的种族已完全灭绝，幸存者都已搬走或被其他部落同化。